# Leptidolon
Leptidolon is een geslacht van wantsen uit de familie van de Miridae (Blindwantsen). Het geslacht werd voor het eerst wetenschappelijk beschreven door Odo Reuter in 1904.

## Soorten
Het genus bevat de volgende soorten:

- Leptidolon australianus (Carvalho, 1965)
- Leptidolon bulita (Weirauch, 2007)
- Leptidolon furcilla (Weirauch, 2007)
- Leptidolon galbanus (Eyles & Schuh, 2003)
- Leptidolon kojonup (Weirauch, 2007)
- Leptidolon kurringai (Weirauch, 2007)
- Leptidolon manila (Weirauch, 2007)
- Leptidolon mina (Weirauch, 2007)
- Leptidolon tridens (Weirauch, 2007)
- Leptidolon vittipennis (Reuter, 1904)